# Roberto Passucci
Roberto Aníbal Passucci (San Miguel, Provincia de Buenos Aires, Argentina; 15 de octubre de 1956) es un exfutbolista y actual director técnico argentino. Jugaba como mediocampista central y su primer equipo fue Platense. Su último club antes de retirarse fue Vevey Sports de Suiza.
Actualmente trabaja para Boca Juniors en la captación de jugadores.

## Trayectoria
Su posición natural era de centrocampista, pero jugó en varias posiciones durante su carrera, haciéndolo hasta de arquero en un partido ante Argentinos Juniors por el Nacional del 83 en la cancha de River Plate cuando Hugo Gatti se retiró lesionado y Boca ya había hecho todos los cambios permitidos. Su paso más destacado tuvo lugar en Boca Juniors, donde jugó desde 1981 (año en que se coronó campeón, junto a Diego Armando Maradona) hasta 1987. Passucci llegó al club de La Ribera gracias a la recomendación de Miguel Ángel Brindisi, quien había sido su compañero en Huracán y le expresó a Silvio Marzolini, por entonces técnico de Boca, que Passucci era un gran jugador.
Hizo las divisiones inferiores en Vélez Sarsfield, pero debutó oficialmente en Platense.
Passucci siempre fue valorado por su entrega. Se convirtió en ídolo de la hinchada "xeneize" el 27 de octubre de 1985, día en que le propinó una fuerte patada a Óscar Ruggeri, disputándose el Superclásico. 
Passucci estuvo involucrado en una de las divisiones internas más grandes de la historia de Boca Juniors. En 1984, Oscar Ruggeri y Ricardo Gareca convocaron una huelga entre los jugadores debido a que no habían cobrado su sueldo. Entonces el plantel se dividió en dos grandes grupos. Por un lado estuvieron los que se encolumnaron tras Gareca y Ruggeri, y por el otro, el grupo de Hugo Gatti, Roberto Mouzo y el mismo Passucci. El conflicto desembocó en la partida de Gareca y Ruggeri a River Plate. Al campeonato siguiente cuando Boca visitaba a River, Passucci aprovechó una pelota que había tirado larga en dirección a Ruggeri para darle una fuerte patada.
Actualmente se desempeña como panelista en el programa televisivo "Con Boca a Todas Partes TV" sintonizado por el Canal Provincial de TeleRed. Junto a él se encuentran Horacio Moschetto como conductor y Mateo Videla como coconductor.

## Clubes

### Como jugador
| Club                | País      | Año       |
| ------------------- | --------- | --------- |
| Platense            | Argentina | 1976      |
| Flandria            | Argentina | 1977-1978 |
| Chacarita Juniors   | Argentina | 1979      |
| Huracán             | Argentina | 1980      |
| Boca Juniors        | Argentina | 1981-1987 |
| Talleres de Córdoba | Argentina | 1987-1988 |
| Deportivo Quito     | Ecuador   | 1988      |
| Unión de Santa Fe   | Argentina | 1988-1990 |
| Vevey Sports        | Suiza     | 1990-1991 |

### Como entrenador
| Club                      | País      | Año       |
| ------------------------- | --------- | --------- |
| Leandro N. Alem           | Argentina | 1998      |
| All Boys                  | Argentina | 1999-2000 |
| Sportivo Trinidense       | Paraguay  | 2010      |
| Sportivo Luqueño          | Paraguay  | 2010      |
| Boca Juniors (inferiores) | Argentina | 2013-2016 |

## Palmarés

### Campeonatos nacionales
| Título           | Club         | País      | Año  |
| ---------------- | ------------ | --------- | ---- |
| Primera División | Boca Juniors | Argentina | 1981 |

### Otros logros
| Título                     | Club              | País      | Año  |
| -------------------------- | ----------------- | --------- | ---- |
| Ascenso a Primera División | Unión de Santa Fe | Argentina | 1989 |